# Daniel Bachmann Andersen
Pour les articles homonymes, voir Bachmann et Andersen.
Daniel Bachmann Andersen est un cavalier danois né le 1er juin 1990 à Sønderborg. Il a remporté avec Cathrine Laudrup-Dufour et Nanna Skodborg Merrald la médaille d'argent du dressage par équipes aux Jeux olympiques d'été de 2024, organisés à Paris.